# 仁尾バス
仁尾バス（におバス）は、香川県三豊市が運営していたバスである。1998年4月1日に四国旅客鉄道(自動車線)西讃線が廃止になったのを受けて発足したいわゆる80条バスだったが、三豊市内のコミュニティバス路線再編のため2007年6月30日をもって廃止された。
路線のうち、観音寺-仁尾-詫間間は三豊市コミュニティバスに引き継がれたが、詫間-善通寺間はそのまま路線廃止となった。

## 路線
- 観音寺駅 - 仁尾 - 詫間駅 - 善通寺駅 （JR四国(バス)西讃線の仁尾線に相当）